# Дун Фан Хун I
Дун Фан Хун I (на китайски: 東方紅一號 – „Изтокът е червен“) е наименованието на първия успешно изстрелян китайски космически спътник. Той е изстрелян на 24 април 1970 година, и полага началото на едноименната китайска спътникова програма, както и на китайската космическа програма като цяло. С тегло от 173 кг това е най-тежкият апарат, изстрелван като първи спътник. На борда си е имал радиопредавател, който е излъчвал песента „Изтокът е червен“ и речи на Мао Дзедун.
Разработването на спътника е било под ръководството на Чан Суесън. Самият апарат е проектиран от Сън Цзядун. Бил е подобен на американския Телстар. Донг Фанг Хонг I е бил транспортиран с влак до центъра Дзиюциен, северен Китай под изключителни мерки за сигурност – между всеки два електрически стълба по линията са стояли на пост войници.
В 9:35 минути вечерта сателитът е изстрелян с ракета Чан Джън и 13 минути по-късно влиза в орбита.
Орбитата му е ниска, елиптична, с апогей 2386 км и перигей от 441 километра. Времетраенето ѝ е било 144,09 минути. Спътникът е извършвал 120 завъртания около оста си в минута като мярка за стабилизиране. Обвивката му е била направена от алуминиева сплав. Формата на Дун Фан Хун I е наподобявала многостен със 72 лица. Целта на апарата се е ограничавала до атмосферни и йоносферни изследвания, както и изпробване на ефективността на китайските космически технологии. Дун Фан Хун I престава да функционира на 14 май същата година. Все още в орбита, но изведен на безопасна височина.
След успешното му изстрелване Китай става петата космическа сила и започва изследвания върху възможността за създаване на пилотиран космически кораб.